# Konzumace masa v Číně
Čína je největší konzument masa na světě. Občané odhadem snědli v roce 2020 až 40.3 milionů metrických tun vepřového. Vepřové maso je v Číně nejpopulárnější, v konzumaci hovězího a kuřecího masa jsou na druhém místě za USA. V roce 2019 byla na člověka spotřeba 24.4 kg vepřového masa , 14 kg drůbeže, 4.1 kg hovězího masa a 3.2 kg skopového masa. Trh s masem je v Číně odhadován na 86 miliard USD. Tato obsese masem ale není zdravá ani pro lidi, ani pro životní prostředí. Zvyšování chovu hospodářských zvířat vytváří emise které mění klima v každé fázi výroby. Čína je již největším producentem emisí uhlíku na světě a představuje 27 procent celosvětových emisí uhlíku. Její živočišný průmysl je zodpovědný za produkci poloviny vepřového masa, jedné čtvrtiny světové drůbeže a 10 procent hovězího masa na světě. Za prvé, k chovu hospodářských zvířat je zapotřebí obrovské množství půdy, vody a jídla. Skot je sám o sobě zdrojem obrovského množství metanu, skleníkového plynu, který je mnohem účinnější než oxid uhličitý. Chov dobytka obvykle významně přispívá k odlesňování, což je další příčina zvýšení emisí uhlíku. Podle Organizace OSN pro výživu a zemědělství emise z živočišného průmyslu představují 14,5 procent celkových emisí uhlíku a je pravděpodobné, že tyto emise v blízké budoucnosti vzrostou, protože se v příštích 30 letech předpokládá téměř dvojnásobná produkce masa. Na severu a západu Číny se nachází mnoho oblastí, které neumožňují pěstování zeleniny, ale nachází se zde farmy, tudíž maso a mléčné výrobky jsou zde nejdůležitější složkou potravy. Při nevyvážené dietě tak může docházet k problémům či nemocím spojených se zažíváním, nedostatek mikroživin a celkově podvýživě.

## Náhražky masa
V posledních letech je velký progres v rozvoji náhražek masa. Moderní laboratorně pěstované alternativy se barvou, strukturou a chutí, se mnohem více podobají skutečnému hovězímu masu než ta předchozí. Tato alternativní masa obvykle používají jako svou hlavní složku hrachový protein nebo sójový protein. Hongkongská společnost Right Treat byla první společností, která vyrobila náhražku vepřového masa, když uvedla na trh firmy OmniPork a OmniMince, které k replikaci vepřového masa používají směs hrachu, sóji, hub shiitake a rýže. Speciálně zaměřený na asijský trh byl vyvinut s asijskými kuchaři, aby mohl fungovat jako náhražka vepřového masa v tradičních asijských pokrmech. Čína má také dvě domácí společnosti zabývající se náhradou masa, Zhenmeat a Starfield, které se zaměřují na tradiční čínská jídla, jako jsou knedlíčky a mooncakes. Jíst jen rostlinné náhražky ale nemá jen výhody, jelikož v sobě mají hodně soli, oleje, a chemikálií. Země celkově je i největším konzumentem zeleniny a ovoce na světě, obyvatelé jsou zvyklí na rostlinnou stravu.

## Omezení konzumace masa
V roce 2016 vydala čínská vláda China Dietary Guidelines for Chinese Citizens, což jsou výživová doporučení pro obyvatelé Číny. Velmi kontroverzním doporučením je snížení konzumace masa a výrobků z masné produkce o 50 procent. Vláda se snaží zabránit zvyšování konzumace tím, že maso zdražuje, ale jelikož lidé mají více peněz, poptávka masa se zvyšuje. Vegetariánů a veganů je v Číně jen 4–5 procent, ale spoustu obyvatelů již náhražky zkusilo. Spoustu z nich se snaží maso omezovat, málokdo vynechává maso úplně. Omezení konzumace masa nastala i ve chvíli, kdy vláda vydala zákaz konzumace divokých zvířat, z obav dalších zvířecích nemocí, ať už covid-19, tak i prasečí chřipky, které jsou nejaktuálnější.

## Nový koncept umělého masa
Důvodem pro vytvoření laboratorně pěstovaného masa není vyhnout se plýtvání "nepoživatelnými částmi" zvířete, jak si Churchill myslel, ale skutečnost, že maso produkované na Zemi může stěží nakrmit svou populaci.
Podle zprávy vydané Organizací spojených národů v roce 2019 se očekává, že světová populace vzroste na 8,5 miliardy v roce 2030 a dále na 9,7 miliardy do roku 2050. Odhaduje se, že světová produkce masa v roce 2019 činila přibližně 335 milionů tun a spotřeba byla asi 333 milionů tun.
"Pokud bude dodržován současný stravovací návyk, zejména zvyk konzumace masa, masné výrobky na planetě nebudou stačit k uspokojení spotřebních potřeb téměř 10 miliard lidí," řekl Xue Yan, generální tajemník China Plant Based Foods Alliance, jedné z prvních organizací, které zastupují alternativní proteinový sektor v Číně. "Náhražky masa mohou být schopny uspokojit poptávku po tom, aby více lidí jedlo maso zdravějším a ekologičtějším způsobem."
Umělé maso může snížit náklady na životní prostředí. "Chov zvířat je hlavním zdrojem degradace půdy a znečištění vody," řekl Xue. Kromě toho je průmysl také významným zdrojem emisí skleníkových plynů. Xue odhalil, že skleníkové plyny produkované chovem zvířat představují téměř jednu pětinu celosvětového množství a převyšují skleníkové plyny produkované všemi vozidly na světě.
Zhou Guanghong, profesor na Nanjing Agricultural University, který vede projekt laboratorně pěstovaného masa, vysvětlil, že v současné době existují dva druhy umělého masa: rostlinné maso a kultivované maso. První z nich se vyrábí extrakcí rostlinných bílkovin, zatímco kultivované maso se vyrábí sklizní živočišných buněk a jejich výživou za účelem vytvoření svalové tkáně.
Maso pěstované v laboratoři stále potřebuje nějaký čas, aby proniklo na trh kvůli jeho současným vysokým nákladům, a čeká na větší podporu od vlád, ale rostlinné maso již zažilo svůj úspěšný debut na trhu.
Slova "umělé maso" nejsou pro Číňany vůbec nová. Použití tofu k přípravě pokrmů napodobujících chuť masa má v Číně dlouhou historii. Předpokládá se, že tato tradice vznikla v buddhistických klášterech poté, co císař Wudi z dynastie Liang (502-557), stoupenec buddhismu, obhajoval mnichy jíst vegetariánské jídlo místo masa. Mniši pak používali sójové výrobky jako náhradu masových pokrmů a tyto umělé masité pokrmy postupně vystupovaly z klášterů. Existují záznamy o tom, že se takové pokrmy objevovaly na banketech pořádaných úředníky v následujících letech.
Takové náhražky masa byly obzvláště populární v těžkých dnech, kdy si mnoho domácností nemohlo dovolit skutečné maso. Na venkovských trzích ve střední Číně, včetně provincie Henan, je "umělé maso" dobře známým slovem, protože lidé ho jedí po celá desetiletí. Se zpracovatelským strojem to lidé mohou dokonce udělat doma.
"Takové umělé maso, včetně vegetariánského masa podávaného v mnoha vegetariánských restauracích v Číně, se liší od umělého masa, o kterém mluvíme nyní," řekl Jian Yi, zakladatel Good Food Fund. "I když se tradiční umělé maso zpracovává i z rostlin, jako jsou sójové boby nebo houby, zpracování je velmi jednoduché. Jejich masové účinky jsou většinou ze způsobu a ingrediencí, ze kterých je lidé vaří. Umělé maso, o kterém nyní mluvíme, zahrnuje mnohem pokročilejší technologie zpracování, aby chutnalo jako maso samo o sobě."